# FC Barcelona w sezonie 2013/2014
Sezon 2013/14 był 115. sezonem w historii klubu FC Barcelona i 83. z rzędu sezonem tego klubu w najwyższej klasie hiszpańskiego futbolu. Obejmuje on okres od 1 lipca 2013 do 30 czerwca 2014.

## Przebieg sezonu
Sezon 2013/14 miał być drugim sezonem pod wodzą trenera Tito Vilanovy. Jednak z powodu pogarszającego się stanu zdrowia i nawrotu choroby nowotworowej, 19 lipca 2013 roku trener zdecydował się zrezygnować ze stanowiska. Tymczasowo zastąpił go jego dotychczasowy asystent Jordi Roura. Jednak już 23 lipca ogłoszono, że nowym szkoleniowcem zespołu zostanie argentyński szkoleniowiec Gerardo Martino. Zespół przeprowadził także kilka transferów w letnim oknie transferowym. W ramach nich do klubu dołączył Neymar, który został sprowadzony z Santosu FC za 88,2 mln euro, a także Bojan Krkić, który został odkupiony z AS Romy za 13 mln euro. Z zespołu rezerw do pierwszego składu zostali włączeni: Oier Olazábal, Sergi Roberto, Gerard Deulofeu oraz Rafinha. Z wypożyczenia wrócili natomiast: Andreu Fontàs, Ibrahim Afellay oraz Isaac Cuenca. Definitywnie zespół opuścili za to: Andreu Fontàs sprowadzony przez Celtę Vigo za 1 mln euro, David Villa, który odszedł do Atlético Madryt za 2,1 mln euro, Éric Abidal, który na zasadzie wolnego transferu odszedł do AS Monaco oraz Thiago Alcântara, który przeniósł się do Bayernu Monachium za 25 mln euro. Na roczne wypożyczenia udali się natomiast Bojan Krkić do Ajaksu Amsterdam, Gerard Deulofeu do Evertonu FC oraz Rafinha do Celty Vigo.
Barcelona rozpoczęła sezon od uczestnictwa w turnieju Uli Hoeneß Cup. Tam podopieczni jeszcze Jordiego Roury, przegrali z Bayernem Monachium 0:2. Był to również sentymentalny mecz dla nowego trenera Bayernu Pepa Guardioli, który w przeszłości trenował z sukcesami Dumę Katalonii. Następnie Barca rozegrała towarzyskie spotkania z Vålerengą Fotball (wygrana 7:0) oraz z Lechią Gdańsk (remis 2:2). W obu tych meczach zespół prowadził Jordi Roura, gdyż Gerardo Martino nie dołączył jeszcze do zespołu. 2 sierpnia 2013 roku odbył się coroczny mecz o Puchar Gampera. Tym razem rywalem Barcelony był brazylijski klub Santos FC. Barcelona pewnie pokonała rywala 8:0 i po raz kolejny zdobyła puchar swojego założyciela. Był to też nieoficjalny debiut Gerardo Martino w roli trenera FC Barcelona. Następnie Barcelona udała się do Azji, aby zagrać mecze towarzyskie z młodzieżową reprezentacją Tajlandii (wygrana 7:1) oraz z najlepsza „jedenastką” ligi Malezji (wygrana 3:1).
18 sierpnia 2013 roku FC Barcelona rozpoczęła sezon oficjalny od pewnej wygranej 7:0 w ligowym starciu z Levante UD. 21 sierpnia 2013 roku w pierwszym meczu o Superpuchar Hiszpanii z Atlético Madryt na wyjeździe padł remis 1:1. W rewanżu u siebie, 28 sierpnia 2013 roku Blaugrana bezbramkowo zremisowała z Atlético i dzięki bramce strzelonej na wyjeździe zdobyła pierwsze oficjalne trofeum w sezonie. Był to 11 Superpuchar Hiszpanii zdobyty przez Barcelonę. Sezon ligowy Barcelona zaczęła z dobrą passą. Pierwszy mecz ligowy przegrała dopiero 1 grudnia 2013 roku (0:1 z Athletikiem Bilbao). Po tej porażce, passa jednak trwała od nowa, gdyż kolejna przegrana ligowa miała miejsce dopiero 1 lutego 2014 roku (2:3 z Valencią CF). 26 października 2013 roku odbyło się pierwsze w sezonie ligowe El Clásico. Barcelona pokonała w nim Real Madryt 2:1. Koniec lutego i początek marca 2014 roku to nie najlepszy okres dla Barcelony, porażki 1:3 z Realem Sociedad i 0:1 z Realem Valladolid skomplikowały, dotychczas komfortową sytuację Barcelony w La Lidze. 23 marca 2014 roku, w rewanżowym meczu ligowym z Realem Madryt, Barcelona po raz kolejny wygrała, po emocjonującym meczu 4:3. Koniec sezonu nie był dobry dla Barcy. Przegrana z Granadą CF 0:1 oraz remisy z Getafe CF 2:2, Elche CF 0:0 oraz Atlético Madryt 1:1 sprawiły, że Barcelona przegrała walkę o Mistrzostwo Hiszpanii, zajmując 2. miejsce, tracąc do Mistrza Atlético Madryt 3 punkty.
W Pucharze Króla Barcelona w 1/16 finału natrafiła na FC Cartagenę. Po zwycięstwach 4:1 i 3:0 Barcelona pewnie awansowała do 1/8 finału. Tam zmierzyła się z Getafe CF. Wygrane 4:0 i 2:0 zapewniły podopiecznym Gerardo Martino awans do Ćwierćfinału. W Ćwierćfinale Duma Katalonii zagrała z Levante UD. Kolejny zwycięski dwumecz zapewniły wygrane 4:1 i 5:1. W Półfinale Barcelona zmierzyła się z Realem Sociedad. Po wygranej 2:0 i remisie 1:1 Blaugrana, po roku przerwy, awansowała do Finału Copa del Rey. 16 kwietnia 2014 roku w finale Pucharu Króla na Estadio Mestalla w Walencji, Barcelona zmierzyła się z Realem Madryt. Ostatecznie odwieczny rywal wygrał to spotkanie 2:1 i Barcelona straciła szansę na to trofeum.
W fazie grupowej Ligi Mistrzów Barcelona trafiła do grupy H razem z AC Milanem, Ajaksem Amsterdam oraz Celtikiem FC. Po zwycięstwach 1:0 i 6:1 z Celtikiem, 4:0 z Ajaksem i 3:1 z Milanem, po remisie 1:1 z Milanem oraz po porażce 1:3 z Ajaksem, FC Barcelona zajęła pierwsze miejsce w grupie i pewnie awansowała do 1/8 finału. W tej fazie Duma Katalonii zmierzyła się z Manchesterem City. Po wygranej 2:0 i 2:1 Barcelona awansowała do Ćwierćfinału. W nim zmierzyła się z Atlético Madryt. Po remisie 1:1 i porażce 0:1 Barcelona zakończyła udział w tych rozgrywkach na Ćwierćfinale.
W trakcie sezonu Barcelona miała też bardzo smutny moment. 25 kwietnia 2014 roku, po wyczerpującej walce z chorobą, zmarł Tito Vilanova, trener FC Barcelona w sezonie 2012/13 oraz przez 19 dni sezonu 2013/14, a wcześniej asystent Pepa Guardioli.
FC Barcelona ostatecznie zakończyła sezon 2013/14 z wygraną w Superpucharze Hiszpanii. Najlepszym strzelcem zespołu w sezonie został Lionel Messi, który zdobył w sumie 41 goli w oficjalnych spotkaniach. Zajął on też drugie miejsce w klasyfikacji strzelców La Ligi, tracąc do Cristiano Ronaldo 3 gole. Po sezonie, FC Barcelona i Gerardo Martino zdecydowali się zakończyć współpracę, po sezonie współpracy. Jego następcą został Luis Enrique.

## Skład
| Nr | Poz. | Piłkarz             |
| -- | ---- | ------------------- |
| 1  | BR   | Víctor Valdés       |
| 2  | OB   | Martín Montoya      |
| 3  | OB   | Gerard Piqué        |
| 4  | PO   | Cesc Fàbregas       |
| 5  | OB   | Carles Puyol ()     |
| 6  | PO   | Xavi                |
| 7  | NA   | Pedro               |
| 8  | PO   | Andrés Iniesta      |
| 9  | NA   | Alexis Sánchez      |
| 10 | NA   | Lionel Messi        |
| 11 | NA   | Neymar              |
| 12 | PO   | Jonathan dos Santos |
| 13 | BR   | José Manuel Pinto   |

| Nr | Poz. | Piłkarz           |
| -- | ---- | ----------------- |
| 14 | OB   | Javier Mascherano |
| 15 | OB   | Marc Bartra       |
| 16 | PO   | Sergio Busquets   |
| 17 | PO   | Alex Song         |
| 18 | OB   | Jordi Alba        |
| 19 | PO   | Ibrahim Afellay   |
| 20 | PO   | Cristian Tello    |
| 21 | OB   | Adriano           |
| 22 | OB   | Dani Alves        |
| 23 | PO   | Isaac Cuenca      |
| 24 | PO   | Sergi Roberto     |
| 25 | BR   | Oier Olazábal     |

### Zawodnicy powołani ze składu rezerw
| Nr | Poz. | Piłkarz           |
| -- | ---- | ----------------- |
| 26 | OB   | Sergi Gómez       |
| 27 | OB   | Patricio Gabarrón |
| 25 | PO   | Adama Traoré      |

| Nr | Poz. | Piłkarz           |
| -- | ---- | ----------------- |
| 29 | NA   | Jean Marie Dongou |
| 30 | OB   | Carles Planas     |

## Transfery

### Do klubu
| Piłkarz         | Z klubu        | Data transferu | Kwota transferu        |
| --------------- | -------------- | -------------- | ---------------------- |
| Neymar          | Santos FC      | 1 lipca 2013   | 88,2 mln €             |
| Bojan Krkić     | AS Roma        | 1 lipca 2013   | 13 mln €               |
| Oier Olazábal   | FC Barcelona B | 1 lipca 2013   | awans z drużyny rezerw |
| Sergi Roberto   | FC Barcelona B | 1 lipca 2013   | awans z drużyny rezerw |
| Gerard Deulofeu | FC Barcelona B | 1 lipca 2013   | awans z drużyny rezerw |
| Rafinha         | FC Barcelona B | 1 lipca 2013   | awans z drużyny rezerw |
| Andreu Fontàs   | RCD Mallorca   | 1 lipca 2013   | koniec wypożyczenia    |
| Ibrahim Afellay | FC Schalke 04  | 1 lipca 2013   | koniec wypożyczenia    |
| Isaac Cuenca    | Ajax Amsterdam | 1 lipca 2013   | koniec wypożyczenia    |

Źródło:

### Z klubu
| Piłkarz          | Do klubu         | Data transferu | Kwota transferu       |
| ---------------- | ---------------- | -------------- | --------------------- |
| Andreu Fontàs    | Celta Vigo       | 1 lipca 2013   | 1 mln €               |
| Bojan Krkić      | Ajax Amsterdam   | 6 lipca 2013   | wypożyczenie na sezon |
| David Villa      | Atlético Madryt  | 8 lipca 2013   | 2,1 mln €             |
| Éric Abidal      | AS Monaco        | 8 lipca 2013   | wolny transfer        |
| Gerard Deulofeu  | Everton FC       | 10 lipca 2013  | wypożyczenie na sezon |
| Thiago Alcântara | Bayern Monachium | 14 lipca 2013  | 25 mln €              |
| Rafinha          | Celta Vigo       | 15 lipca 2013  | wypożyczenie na sezon |

## Sztab szkoleniowy (od 23 lipca)

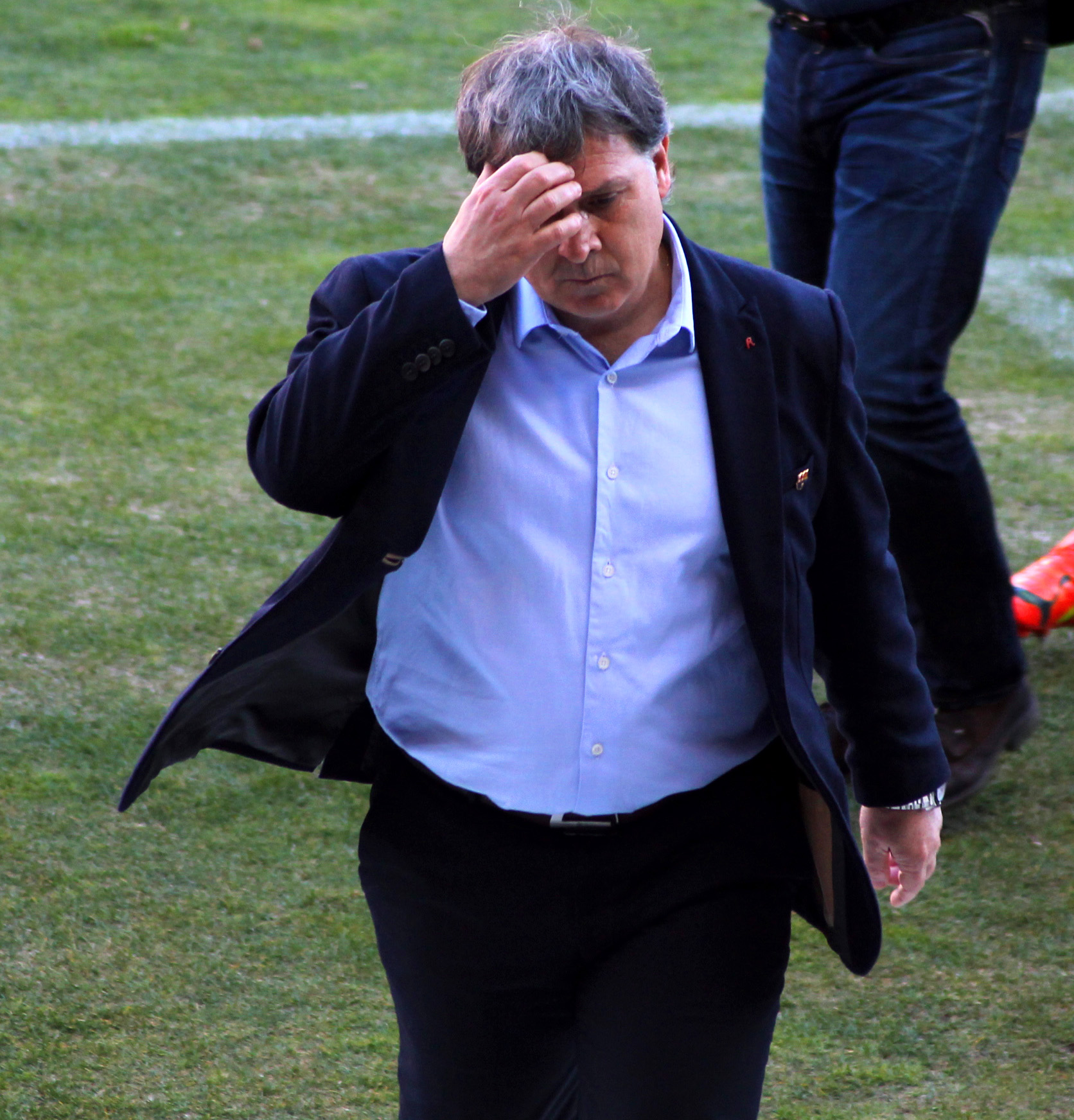
Gerardo Martino, trener klubu przez większość sezonu 2013/14

| Osoba                   | Stanowisko                      |
| ----------------------- | ------------------------------- |
| Gerardo Martino         | Trener                          |
| Jorge Pautasso          | Asystent trenera                |
| Jordi Roura             | Asystent trenera                |
| Rubi                    | Asystent trenera                |
| Adrián Coria            | Asystent techniczny             |
| Elvio Paolorosso        | Trener przygotowania fizycznego |
| Aureli Altimira         | Trener przygotowania fizycznego |
| Eduardo Pons            | Trener przygotowania fizycznego |
| Francesc Cos            | Trener przygotowania fizycznego |
| Paco Seirullo           | Trener przygotowania fizycznego |
| Paco Seirul·lo Vargas   | Trener przygotowania fizycznego |
| José Ramón de la Fuente | Trener bramkarzy                |
| Jaume Minull            | Fizjoterapeuta                  |
| Juanjo Brau             | Fizjoterapeuta                  |
| Roger Gironès           | Fizjoterapeuta                  |
| Carles Naval            | Delegat                         |

## Mecze
zwycięstwo FC Barcelony
     remis
     zwycięstwo drużyny przeciwnej
| Uli Hoeneß Cup 24 lipca 2013 | Bayern Monachium         | 2:0   | FC Barcelona |                                                             |
| 18:30 CET                    | Lahm 15' · Mandžukić 87' | (1:0) |              | Allianz Arena, Monachium Widzów: 71 137 Sędzia: Felix Brych |

| 27 lipca 2013 | Vålerenga Fotball | 0:7   | FC Barcelona                                                                     |                                       |
| 19:00 CET     |                   | (0:4) | 4' Sánchez · 6' Tello · 13' Messi · 42' Dos Santos · 52', 55' Dongou · 86' Román | Ullevaal Stadion, Oslo Widzów: 25 572 |

| 30 lipca 2013 | Lechia Gdańsk               | 2:2   | FC Barcelona            |                                     |
| 20:30 CET     | Bieniuk 15' · Grzelczak 50' | (1:1) | 26' Roberto · 57' Messi | PGE Arena, Gdańsk Sędzia: Paweł Gil |

| Trofeu Joan Gamper 2 sierpnia 2013 | FC Barcelona                                                                                       | 8:0   | Santos FC |                                                                     |
| 21:30 CET                          | Messi 8' · Léo 12' (sam.) · Sánchez 22' · Pedro 29' · Fàbregas 53', 58' · Adriano 75' · Dongou 83' | (4:0) |           | Camp Nou, Barcelona Widzów: 81 251 Sędzia: Xavier Estrada Fernández |

| 7 sierpnia 2013 | Tajlandia U-23  | 1:7   | FC Barcelona                                                         |                                                                             |
| 13:00 CET       | Dangda 44' (k.) | (1:5) | 12' Neymar · 14' (k.), 26' Messi · 19', 36', 48' Pedro · 49' Sánchez | Stadion Narodowy Rajamangala, Bangkok Widzów: 57 000 Sędzia: Chaiya Mahapab |

| 10 sierpnia 2013 | Malaysia XI | 1:3   | FC Barcelona                          |                                                                      |
| 12:45 CET        | Amri 40'    | (1:2) | 32' Fàbregas · 43' Neymar · 75' Piqué | Stadion Shah Alam, Shah Alam Widzów: 65 000 Sędzia: Mohd Abdul Wahab |

| Primera División 118 sierpnia 2013 | FC Barcelona                                                             | 7:0   | Levante UD |                                                                    |
| 19:00 CET                          | Sánchez 3' · Messi 12', 42' (k.) · Alves 23' · Pedro 26', 73' · Xavi 45' | (6:0) |            | Camp Nou, Barcelona Widzów: 73 812 Sędzia: Carlos del Cerro Grande |

| Supercopa España 21 sierpnia 2013 | Atlético Madryt | 1:1   | FC Barcelona |                                                                                  |
| 23:00 CET                         | Villa 12'       | (1:0) | 66' Neymar   | Estadio Vicente Calderón, Madryt Widzów: 54 851 Sędzia: Alberto Undiano Mallenco |

| Primera División 225 sierpnia 2013 | Málaga CF | 0:1   | FC Barcelona |                                                                        |
| 21:00 CET                          |           | (0:1) | 44' Adriano  | Estadio La Rosaleda, Malaga Widzów: 28 513 Sędzia: Antonio Mateu Lahoz |

| Supercopa España 28 sierpnia 2013 | FC Barcelona | 0:0   | Atlético Madryt |                                                                     |
| 23:00 CET                         |              | (0:0) |                 | Camp Nou, Barcelona Widzów: 74 536 Sędzia: David Fernández Borbalán |

| Primera División 31 września 2013 | Valencia CF        | 2:3   | FC Barcelona        |                                                                              |
| 21:00 CET                         | Postiga 45', 45+3' | (2:3) | 11', 39', 41' Messi | Estadio Mestalla, Walencja Widzów: 45 000 Sędzia: Fernando Teixeira Vitienes |

| Primera División 414 września 2013 | FC Barcelona                          | 3:2   | Sevilla FC             |                                                                  |
| 20:00 CET                          | Alves 36' · Messi 75' · Sánchez 90+4' | (1:0) | 80' Rakitić · 90' Coke | Camp Nou, Barcelona Widzów: 76 765 Sędzia: César Muñiz Fernández |

| Liga Mistrzów 14 września 2013 | FC Barcelona                    | 4:0   | Ajax |                                                              |
| 20:45 CET                      | Messi 21', 55', 75' · Piqué 69' | (1:0) |      | Camp Nou, Barcelona Widzów: 79 412 Sędzia: Svein Oddvar Moen |

| Primera División 521 września 2013 | Rayo Vallecano | 0:4   | FC Barcelona                       |                                                                              |
| 20:00 CET                          |                | (0:1) | 33', 47', 72' Pedro · 80' Fàbregas | Campo de Fútbol de Vallecas, Madryt Widzów: 11 740 Sędzia: Carlos Clos Gómez |

| Primera División 624 września 2013 | FC Barcelona                                     | 4:1   | Real Sociedad   |                                                              |
| 20:00 CET                          | Neymar 5' · Messi 8' · Busquets 23' · Bartra 77' | (3:0) | 64' De la Bella | Camp Nou, Barcelona Widzów: 70 066 Sędzia: Jesús Gil Manzano |

| Primera División 728 września 2013 | UD Almería | 0:2   | FC Barcelona            |                                                                                             |
| 18:00 CET                          |            | (0:1) | 21' Messi · 56' Adriano | Estadio de los Juegos Mediterráneos, Almería Widzów: 11 975 Sędzia: Miguel Ángel Ayza Gámez |

| Liga Mistrzów 1 października 2013 | Celtic | 0:1   | FC Barcelona |                                                             |
| 20:45 CET                         |        | (0:0) | 76' Fàbregas | Celtic Park, Glasgow Widzów: 60 800 Sędzia: Stéphane Lannoy |

| Primera División 85 października 2013 | FC Barcelona                             | 4:1   | Real Valladolid |                                                                       |
| 22:00 CET                             | Sánchez 14', 64' · Xavi 52' · Neymar 70' | (1:1) | 10' Guerra      | Camp Nou, Barcelona Widzów: 64 659 Sędzia: Fernando Teixeira Vitienes |

| Primera División 919 października 2013 | CA Osasuna | 0:0   | FC Barcelona |                                                                        |
| 20:00 CET                              |            | (0:0) |              | Estadio El Sadar, Pampeluna Widzów: 16 123 Sędzia: Pedro Jesús Montero |

| Liga Mistrzów 22 października 2013 | Milan      | 1:1   | FC Barcelona |                                                       |
| 20:45 CET                          | Robinho 9' | (1:1) | 23' Messi    | San Siro, Mediolan Widzów: 74 487 Sędzia: Felix Brych |

| Primera División 1026 października 2013 | FC Barcelona             | 2:1   | Real Madryt |                                                                     |
| 18:00 CET                               | Neymar 19' · Sánchez 79' | (1:0) | 90+1' Jesé  | Camp Nou, Barcelona Widzów: 98 761 Sędzia: Alberto Undiano Mallenco |

| Primera División 1129 października 2013 | Celta Vigo | 0:3   | FC Barcelona                                |                                                                        |
| 22:00 CET                               |            | (0:1) | 9' Sánchez · 48' (sam.) Yoel · 54' Fàbregas | Estadio Balaídos, Vigo Widzów: 26 636 Sędzia: David Fernández Borbalán |

| Primera División 121 listopada 2013 | FC Barcelona | 1:0   | RCD Espanyol |                                                                    |
| 21:00 CET                           | Sánchez 68'  | (0:0) |              | Camp Nou, Barcelona Widzów: 79 977 Sędzia: Carlos Velasco Carballo |

| Liga Mistrzów 6 listopada 2013 | FC Barcelona                       | 3:1   | Milan            |                                                          |
| 20:45 CET                      | Messi 30' (k.), 83' · Busquets 39' | (2:1) | 45' (sam.) Piqué | Camp Nou, Barcelona Widzów: 80 517 Sędzia: Milorad Mažić |

| Primera División 1310 listopada 2013 | Real Betis        | 1:4   | FC Barcelona                               |                                                                                  |
| 21:00 CET                            | Molina 90+2' (k.) | (0:2) | 35' Neymar · 37' Pedro · 63', 79' Fàbregas | Estadio Benito Villamarín, Sewilla Widzów: 40 222 Sędzia: José González González |

| Primera División 1423 listopada 2013 | FC Barcelona                                                   | 4:0   | Granada CF |                                                                |
| 16:00 CET                            | Iniesta 19' (k.) · Fàbregas 39' (k.) · Sánchez 70' · Pedro 89' | (2:0) |            | Camp Nou, Barcelona Widzów: 71 518 Sędzia: Antonio Mateu Lahoz |

| Liga Mistrzów 26 listopada 2013 | Ajax                    | 2:1   | FC Barcelona  |                                                                  |
| 20:45 CET                       | Serero 19' · Hoesen 42' | (2:0) | 49' (k.) Xavi | Amsterdam ArenA, Amsterdam Widzów: 53 000 Sędzia: Pavel Královec |

| Primera División 151 grudnia 2013 | Athletic Bilbao | 1:0   | FC Barcelona |                                                                |
| 21:00 CET                         | Muniain 70'     | (0:0) |              | San Mamés, Bilbao Widzów: 35 950 Sędzia: Juan Martínez Munuera |

| Copa del Rey 1/16 Finału 6 grudnia 2013 | FC Cartagena | 1:4   | FC Barcelona                               |                                                                               |
| 22:00 CET                               | Fernando 16' | (1:2) | 36', 76' Pedro · 43' Fàbregas · 90' Dongou | Estadio Cartagonova, Kartagena Widzów: 13 126 Sędzia: Carlos del Cerro Grande |

| Liga Mistrzów 11 grudnia 2013 | FC Barcelona                                            | 6:1   | Celtic      |                                                              |
| 20:45 CET                     | Piqué 7' · Pedro 40' · Neymar 44', 48', 58' · Tello 72' | (3:0) | 88' Samaras | Camp Nou, Barcelona Widzów: 54 342 Sędzia: Siergiej Karasiow |

| Primera División 1614 grudnia 2013 | FC Barcelona         | 2:1   | Villarreal CF |                                                                        |
| 20:00 CET                          | Neymar 30' (k.), 67' | (1:0) | 48' Musacchio | Camp Nou, Barcelona Widzów: 66 130 Sędzia: Ignacio Iglesias Villanueva |

| Copa del Rey 1/16 Finału 17 grudnia 2013 | FC Barcelona                                | 3:0   | FC Cartagena |                                                                |
| 22:00 CET                                | Pedro 31' · Mariano 68' (sam.) · Neymar 88' | (2:0) |              | Camp Nou, Barcelona Widzów: 47 280 Sędzia: Pedro Jesús Montero |

| Primera División 1722 grudnia 2013 | Getafe CF                | 2:5   | FC Barcelona                                 |                                                                              |
| 17:00 CET                          | Escudero 10' · López 14' | (2:3) | 34', 41', 43' Pedro · 68', 72' (k.) Fàbregas | Coliseum Alfonso Pérez, Getafe Widzów: 9563 Sędzia: Alberto Undiano Mallenco |

| Primera División 185 stycznia 2014 | FC Barcelona                     | 4:0   | Elche CF |                                                                     |
| 16:00 CET                          | Sánchez 7', 63', 69' · Pedro 16' | (2:0) |          | Camp Nou, Barcelona Widzów: 64 031 Sędzia: David Fernández Borbalán |

| Copa del Rey 1/8 Finału 8 stycznia 2014 | FC Barcelona                             | 4:0   | Getafe CF |                                                                   |
| 22:00 CET                               | Fàbregas 9', 63' (k.) · Messi 90', 90+3' | (1:0) |           | Camp Nou, Barcelona Widzów: 39 299 Sędzia: José González González |

| Primera División 1911 stycznia 2014 | Atlético Madryt | 0:0   | FC Barcelona |                                                                             |
| 20:00 CET                           |                 | (0:0) |              | Estadio Vicente Calderón, Madryt Widzów: 54 000 Sędzia: Antonio Mateu Lahoz |

| Copa del Rey 1/8 Finału 16 stycznia 2014 | Getafe CF | 0:2   | FC Barcelona   |                                                                       |
| 22:00 CET                                |           | (0:1) | 44', 63' Messi | Coliseum Alfonso Pérez, Getafe Widzów: 4000 Sędzia: Jesús Gil Manzano |

| Primera División 2019 stycznia 2014 | Levante UD | 1:1   | FC Barcelona |                                                                                     |
| 19:00 CET                           | Windra 10' | (1:1) | 19' Piqué    | Estadio Ciudad de Valencia, Walencja Widzów: 24 063 Sędzia: Carlos del Cerro Grande |

| Copa del Rey 1/4 Finału 22 stycznia 2014 | Levante UD  | 1:4   | FC Barcelona                              |                                                                                           |
| 22:00 CET                                | El Zhar 31' | (1:0) | 53' (sam.) Juanfran · 60', 81', 86' Tello | Estadio Ciudad de Valencia, Walencja Widzów: 18 352 Sędzia: Alejandro Hernández Hernández |

| Primera División 2126 stycznia 2014 | FC Barcelona                        | 3:0   | Málaga CF |                                                              |
| 21:00 CET                           | Piqué 40' · Pedro 55' · Sánchez 61' | (1:0) |           | Camp Nou, Barcelona Widzów: 56 355 Sędzia: Carlos Clos Gómez |

| Copa del Rey 1/4 Finału 29 stycznia 2014 | FC Barcelona                                              | 5:1   | Levante UD        |                                                                     |
| 22:00 CET                                | Adriano 28' · Puyol 44' · Sánchez 50', 52' · Fàbregas 68' | (2:1) | 9' (sam.) Roberto | Camp Nou, Barcelona Widzów: 25 551 Sędzia: Alberto Undiano Mallenco |

| Primera División 221 lutego 2014 | FC Barcelona                | 2:3   | Valencia CF                           |                                                                |
| 16:00 CET                        | Sánchez 8' · Messi 54' (k.) | (1:1) | 44' Parejo · 48' Piatti · 59' Alcácer | Camp Nou, Barcelona Widzów: 66 969 Sędzia: Pedro Pérez Montero |

| Copa del Rey 1/2 Finału 5 lutego 2014 | FC Barcelona                        | 2:1   | Real Sociedad |                                                                   |
| 22:00 CET                             | Busquets 44' · Zubikarai 60' (sam.) | (1:0) |               | Camp Nou, Barcelona Widzów: 38 505 Sędzia: José González González |

| Primera División 239 lutego 2014 | Sevilla FC | 1:4   | FC Barcelona                                |                                                                                     |
| 21:00 CET                        | Moreno 15' | (1:2) | 34' Sánchez · 44', 56' Messi · 88' Fàbregas | Estadio Ramón Sánchez Pizjuán, Sewilla Widzów: 27 500 Sędzia: José Antonio Teixeira |

| Copa del Rey 1/2 Finału 12 lutego 2014 | Real Sociedad | 1:1   | FC Barcelona |                                                                                 |
| 22:00 CET                              | Griezmann 87' | (0:1) | 27' Messi    | Estadio Anoeta, San Sebastián Widzów: 26 000 Sędzia: Fernando Teixeira Vitienes |

| Primera División 2415 lutego 2014 | FC Barcelona                                                       | 6:0   | Rayo Vallecano |                                                                  |
| 20:00 CET                         | Adriano 2' · Messi 36', 68' · Sánchez 53' · Pedro 56' · Neymar 89' | (2:0) |                | Camp Nou, Barcelona Widzów: 74 517 Sędzia: Juan Martínez Munuera |

| Liga Mistrzów 1/8 Finału 18 lutego 2014 | Manchester City | 0:2   | FC Barcelona               |                                                                  |
| 20:45 CET                               |                 | (0:0) | 54' (k.) Messi · 90' Alves | Etihad Stadium, Manchester Widzów: 46 033 Sędzia: Jonas Eriksson |

| Primera División 2522 lutego 2014 | Real Sociedad                                  | 3:1   | FC Barcelona |                                                                               |
| 20:00 CET                         | Song 32' (sam.) · Griezmann 54' · Zurutuza 59' | (1:1) | 36' Messi    | Estadio Anoeta, San Sebastián Widzów: 30 485 Sędzia: David Fernández Borbalán |

| Primera División 262 marca 2014 | FC Barcelona                                  | 4:1   | UD Almería   |                                                                    |
| 21:00 CET                       | Sánchez 9' · Messi 23' · Puyol 83' · Xavi 89' | (2:1) | 26' Trujillo | Camp Nou, Barcelona Widzów: 58 930 Sędzia: Carlos del Cerro Grande |

| Primera División 278 marca 2014 | Real Valladolid | 1:0   | FC Barcelona |                                                                                        |
| 16:00 CET                       | Rossi 17'       | (1:0) |              | Estadio José Zorrilla, Valladolid Widzów: 22 921 Sędzia: Alejandro Hernández Hernández |

| Liga Mistrzów 1/8 Finału 12 marca 2014 | FC Barcelona            | 2:1   | Manchester City |                                                            |
| 20:45 CET                              | Messi 67' · Alves 90+1' | (0:0) | 89' Kompany     | Camp Nou, Barcelona Widzów: 85 957 Sędzia: Stéphane Lannoy |

| Primera División 2816 marca 2014 | FC Barcelona                                                              | 7:0   | CA Osasuna |                                                                   |
| 17:00 CET                        | Messi 18', 63', 88' · Sánchez 22' · Iniesta 34' · Tello 78' · Pedro 90+1' | (3:0) |            | Camp Nou, Barcelona Widzów: 71 764 Sędzia: José Teixeira Vitienes |

| Primera División 2923 marca 2014 | Real Madryt                         | 3:4   | FC Barcelona                               |                                                                                   |
| 21:00 CET                        | Benzema 20', 24' · Ronaldo 55' (k.) | (2:2) | 7' Iniesta · 42', 65' (k.), 84' (k.) Messi | Estadio Santiago Bernabéu, Madryt Widzów: 85 454 Sędzia: Alberto Undiano Mallenco |

| Primera División 3026 marca 2014 | FC Barcelona               | 3:0   | Celta Vigo |                                                              |
| 20:00 CET                        | Neymar 6', 67' · Messi 30' | (2:0) |            | Camp Nou, Barcelona Widzów: 67 162 Sędzia: Miguel Ayza Gámez |

| Primera División 3129 marca 2014 | RCD Espanyol | 0:1   | FC Barcelona   |                                                                             |
| 16:00 CET                        |              | (0:0) | 77' (k.) Messi | Estadi Cornellà-El Prat, Barcelona Widzów: 31 666 Sędzia: Carlos Clos Gómez |

| Liga Mistrzów 1/4 Finału 1 kwietnia 2014 | FC Barcelona | 1:1   | Atlético Madryt |                                                        |
| 20:45 CET                                | Neymar 71'   | (0:0) | 56' Diego       | Camp Nou, Barcelona Widzów: 79 941 Sędzia: Felix Brych |

| Primera División 325 kwietnia 2014 | FC Barcelona                              | 3:1   | Real Betis |                                                                    |
| 18:00 CET                          | Messi 14' (k.), 86' · Figueras 67' (sam.) | (1:0) | 69' Castro | Camp Nou, Barcelona Widzów: 81 978 Sędzia: Eduardo Prieto Iglesias |

| Liga Mistrzów 1/4 Finału 9 kwietnia 2014 | Atlético Madryt | 1:0   | FC Barcelona |                                                                     |
| 20:45 CET                                | Koke 5'         | (1:0) |              | Estadio Vicente Calderón, Madryt Widzów: 53 592 Sędzia: Howard Webb |

| Primera División 3312 kwietnia 2014 | Granada CF  | 1:0   | FC Barcelona |                                                                                    |
| 20:00 CET                           | Brahimi 16' | (1:0) |              | Estadio Nuevo Los Cármenes, Grenada Widzów: 16 500 Sędzia: Carlos Delgado Ferreiro |

| Copa del Rey Finał 16 kwietnia 2014 | FC Barcelona | 1:2   | Real Madryt             |                                                                       |
| 21:30 CET                           | Bartra 68'   | (0:1) | 11' Di María · 85' Bale | Estadio Mestalla, Walencja Widzów: 52 953 Sędzia: Antonio Mateu Lahoz |

| Primera División 3420 kwietnia 2014 | FC Barcelona          | 2:1   | Athletic Bilbao |                                                                  |
| 21:00 CET                           | Pedro 71' · Messi 74' | (0:0) | 49' Aduriz      | Camp Nou, Barcelona Widzów: 57 090 Sędzia: Juan Martínez Munuera |

| Primera División 3527 kwietnia 2014 | Villarreal CF              | 2:3   | FC Barcelona                                          |                                                                        |
| 21:00 CET                           | Cani 45+1' · Trigueros 55' | (1:0) | 65' (sam.) Gabriel · 78' (sam.) Musacchio · 83' Messi | El Madrigal, Vila-real Widzów: 22 839 Sędzia: David Fernández Borbalán |

| Primera División 363 maja 2014 | FC Barcelona            | 2:2   | Getafe CF         |                                                                   |
| 16:00 CET                      | Messi 23' · Sánchez 67' | (1:1) | 37', 90+2' Lafita | Camp Nou, Barcelona Widzów: 70 110 Sędzia: José Teixeira Vitienes |

| Primera División 3711 maja 2014 | Elche CF | 0:0   | FC Barcelona |                                                                                         |
| 19:00 CET                       |          | (0:0) |              | Estadio Manuel Martínez Valero, Elche Widzów: 33 069 Sędzia: Fernando Teixeira Vitienes |

| Primera División 3817 maja 2014 | FC Barcelona | 1:1   | Atlético Madryt |                                                                |
| 18:00 CET                       | Sánchez 33'  | (1:0) | 49' Godín       | Camp Nou, Barcelona Widzów: 96 973 Sędzia: Antonio Mateu Lahoz |

## Bilans meczów oficjalnych

### Statystyki meczów
| Rozgrywki          | Mecze | Wygrane | Remisy | Przegrane | Bramki strzelone | Bramki stracone |
| ------------------ | ----- | ------- | ------ | --------- | ---------------- | --------------- |
| Primera División   | 38    | 27      | 6      | 5         | 100              | 33              |
| Copa del Rey       | 9     | 7       | 1      | 1         | 26               | 7               |
| Liga Mistrzów UEFA | 10    | 6       | 2      | 2         | 21               | 8               |
| Supercopa España   | 2     | 0       | 2      | 0         | 1                | 1               |
| Suma               | 59    | 40      | 11     | 8         | 148              | 48              |

Źródło:

### Bilans meczów przeciwko klubom
| Klub            | Mecze | Wygrane | Remisy | Przegrane | Bramki strzelone | Bramki stracone |
| --------------- | ----- | ------- | ------ | --------- | ---------------- | --------------- |
| Atlético Madryt | 6     | 0       | 5      | 1         | 3                | 4               |
| Levante UD      | 4     | 3       | 1      | 0         | 17               | 3               |
| Getafe CF       | 4     | 3       | 1      | 0         | 13               | 4               |
| Real Sociedad   | 4     | 2       | 1      | 1         | 8                | 5               |
| Real Madryt     | 3     | 2       | 0      | 1         | 7                | 6               |
| Rayo Vallecano  | 2     | 2       | 0      | 0         | 10               | 0               |
| Celtic          | 2     | 2       | 0      | 0         | 7                | 1               |
| FC Cartagena    | 2     | 2       | 0      | 0         | 7                | 1               |
| Celta Vigo      | 2     | 2       | 0      | 0         | 6                | 0               |
| Real Betis      | 2     | 2       | 0      | 0         | 7                | 2               |
| UD Almería      | 2     | 2       | 0      | 0         | 6                | 1               |
| Sevilla FC      | 2     | 2       | 0      | 0         | 7                | 3               |
| Málaga CF       | 2     | 2       | 0      | 0         | 4                | 0               |
| Manchester City | 2     | 2       | 0      | 0         | 4                | 1               |
| Villarreal CF   | 2     | 2       | 0      | 0         | 5                | 3               |
| RCD Espanyol    | 2     | 2       | 0      | 0         | 2                | 0               |
| CA Osasuna      | 2     | 1       | 1      | 0         | 7                | 0               |
| Elche CF        | 2     | 1       | 1      | 0         | 4                | 0               |
| Milan           | 2     | 1       | 1      | 0         | 4                | 2               |
| Ajax            | 2     | 1       | 0      | 1         | 5                | 2               |
| Granada CF      | 2     | 1       | 0      | 1         | 4                | 1               |
| Real Valladolid | 2     | 1       | 0      | 1         | 4                | 2               |
| Valencia CF     | 2     | 1       | 0      | 1         | 5                | 5               |
| Athletic Bilbao | 2     | 1       | 0      | 1         | 2                | 2               |

### Bilans meczów przeciwko trenerom
| Trener                 | Klub            | Mecze | Wygrane | Remisy | Przegrane | Bramki strzelone | Bramki stracone |
| ---------------------- | --------------- | ----- | ------- | ------ | --------- | ---------------- | --------------- |
| Diego Simeone          | Atlético Madryt | 6     | 0       | 5      | 1         | 3                | 4               |
| Joaquín Caparrós       | Levante UD      | 4     | 3       | 1      | 0         | 17               | 3               |
| Jagoba Arrasate        | Real Sociedad   | 4     | 2       | 1      | 1         | 8                | 5               |
| Luis García Plaza      | Getafe CF       | 3     | 3       | 0      | 0         | 11               | 2               |
| Carlo Ancelotti        | Real Madryt     | 3     | 2       | 0      | 1         | 7                | 6               |
| Paco Jémez             | Rayo Vallecano  | 2     | 2       | 0      | 0         | 10               | 0               |
| Neil Lennon            | Celtic          | 2     | 2       | 0      | 0         | 7                | 1               |
| Luis Tevenet           | FC Cartagena    | 2     | 2       | 0      | 0         | 7                | 1               |
| Luis Enrique           | Celta Vigo      | 2     | 2       | 0      | 0         | 6                | 0               |
| Francisco Rodríguez    | UD Almería      | 2     | 2       | 0      | 0         | 6                | 1               |
| Unai Emery             | Sevilla FC      | 2     | 2       | 0      | 0         | 7                | 3               |
| Bernd Schuster         | Málaga CF       | 2     | 2       | 0      | 0         | 4                | 0               |
| Manuel Pellegrini      | Manchester City | 2     | 2       | 0      | 0         | 4                | 1               |
| Marcelino García Toral | Villarreal CF   | 2     | 2       | 0      | 0         | 5                | 3               |
| Javier Aguirre         | RCD Espanyol    | 2     | 2       | 0      | 0         | 2                | 0               |
| Javi Gracia            | CA Osasuna      | 2     | 1       | 1      | 0         | 7                | 0               |
| Fran Escribá           | Elche CF        | 2     | 1       | 1      | 0         | 4                | 0               |
| Massimiliano Allegri   | Milan           | 2     | 1       | 1      | 0         | 4                | 2               |
| Frank de Boer          | Ajax            | 2     | 1       | 0      | 1         | 5                | 2               |
| Lucas Alcaraz          | Granada CF      | 2     | 1       | 0      | 1         | 4                | 1               |
| Juan Ignacio Martínez  | Real Valladolid | 2     | 1       | 0      | 1         | 4                | 2               |
| Ernesto Valverde       | Athletic Bilbao | 2     | 1       | 0      | 1         | 2                | 2               |
| Pepe Mel               | Real Betis      | 1     | 1       | 0      | 0         | 4                | 1               |
| Gabriel Calderón       | Real Betis      | 1     | 1       | 0      | 0         | 3                | 1               |
| Miroslav Đukić         | Valencia CF     | 1     | 1       | 0      | 0         | 3                | 2               |
| Cosmin Contra          | Getafe CF       | 1     | 0       | 1      | 0         | 2                | 2               |
| Juan Antonio Pizzi     | Valencia CF     | 1     | 0       | 0      | 1         | 2                | 3               |

## Statystyki piłkarzy w oficjalnych meczach

### Statystyki występów i goli
| Piłkarz               | Primera División | Primera División | Copa del Rey | Copa del Rey | Liga Mistrzów UEFA | Liga Mistrzów UEFA | Supercopa España | Supercopa España | Suma  | Suma   |
| Piłkarz               | Mecze            | Bramki           | Mecze        | Bramki       | Mecze              | Bramki             | Mecze            | Bramki           | Mecze | Bramki |
| --------------------- | ---------------- | ---------------- | ------------ | ------------ | ------------------ | ------------------ | ---------------- | ---------------- | ----- | ------ |
| Víctor Valdés         | 26               | 0                | 0            | 0            | 6                  | 0                  | 2                | 0                | 34    | 0      |
| Martín Montoya        | 13               | 0                | 4            | 0            | 2                  | 0                  | 0                | 0                | 19    | 0      |
| Gerard Piqué          | 26               | 2                | 2            | 0            | 9                  | 2                  | 2                | 0                | 39    | 4      |
| Cesc Fàbregas         | 36               | 8                | 8            | 4            | 9                  | 1                  | 2                | 0                | 55    | 13     |
| Carles Puyol          | 5                | 1                | 6            | 1            | 1                  | 0                  | 0                | 0                | 12    | 2      |
| Xavi                  | 30               | 3                | 5            | 0            | 10                 | 1                  | 2                | 0                | 47    | 4      |
| Pedro                 | 37               | 15               | 8            | 3            | 7                  | 1                  | 2                | 0                | 54    | 19     |
| Andrés Iniesta        | 35               | 3                | 6            | 0            | 9                  | 0                  | 2                | 0                | 52    | 3      |
| Alexis Sánchez        | 34               | 19               | 9            | 2            | 9                  | 0                  | 2                | 0                | 54    | 21     |
| Lionel Messi          | 31               | 28               | 6            | 5            | 7                  | 8                  | 2                | 0                | 46    | 41     |
| Neymar                | 26               | 9                | 3            | 1            | 10                 | 4                  | 2                | 1                | 41    | 15     |
| Jonathan dos Santos   | 3                | 0                | 0            | 0            | 0                  | 0                  | 0                | 0                | 3     | 0      |
| José Manuel Pinto     | 13               | 0                | 9            | 0            | 4                  | 0                  | 0                | 0                | 26    | 0      |
| Javier Mascherano     | 28               | 0                | 7            | 0            | 9                  | 0                  | 2                | 0                | 46    | 0      |
| Marc Bartra           | 20               | 1                | 6            | 1            | 4                  | 0                  | 0                | 0                | 30    | 2      |
| Sergio Busquets       | 32               | 1                | 5            | 1            | 9                  | 1                  | 2                | 0                | 48    | 3      |
| Alex Song             | 19               | 0                | 7            | 0            | 4                  | 0                  | 1                | 0                | 31    | 0      |
| Jordi Alba            | 15               | 0                | 5            | 0            | 4                  | 0                  | 2                | 0                | 26    | 0      |
| Ibrahim Afellay       | 1                | 0                | 1            | 0            | 0                  | 0                  | 0                | 0                | 2     | 0      |
| Cristian Tello        | 22               | 1                | 6            | 3            | 2                  | 1                  | 0                | 0                | 30    | 5      |
| Adriano               | 26               | 3                | 7            | 1            | 5                  | 0                  | 0                | 0                | 38    | 4      |
| Dani Alves            | 27               | 2                | 5            | 0            | 8                  | 2                  | 2                | 0                | 42    | 4      |
| Isaac Cuenca          | 0                | 0                | 0            | 0            | 0                  | 0                  | 0                | 0                | 0     | 0      |
| Sergi Roberto         | 17               | 0                | 6            | 0            | 4                  | 0                  | 0                | 0                | 27    | 0      |
| Oier Olazábal         | 0                | 0                | 0            | 0            | 0                  | 0                  | 0                | 0                | 0     | 0      |
| Patricio Gabarrón (R) | 0                | 0                | 0            | 0            | 1                  | 0                  | 0                | 0                | 1     | 0      |
| Adama Traoré (R)      | 1                | 0                | 0            | 0            | 1                  | 0                  | 0                | 0                | 2     | 0      |
| Jean Marie Dongou (R) | 1                | 0                | 1            | 1            | 1                  | 0                  | 0                | 0                | 3     | 1      |

(R) – piłkarze, którzy nie byli oficjalnie w pierwszej drużynie a jedynie byli powoływani z drużyny rezerw.
Źródło:

### Najlepsi strzelcy
| lp. | Piłkarz               | Primera División | Copa del Rey | Liga Mistrzów UEFA | Supercopa España | Suma |
| --- | --------------------- | ---------------- | ------------ | ------------------ | ---------------- | ---- |
| 1.  | Lionel Messi          | 28               | 5            | 8                  | 0                | 41   |
| 2.  | Alexis Sánchez        | 19               | 2            | 0                  | 0                | 21   |
| 3.  | Pedro                 | 15               | 3            | 1                  | 0                | 19   |
| 4.  | Neymar                | 9                | 1            | 4                  | 1                | 15   |
| 5.  | Cesc Fàbregas         | 8                | 4            | 1                  | 0                | 13   |
| 6.  | Cristian Tello        | 1                | 3            | 1                  | 0                | 5    |
| 7.  | Gerard Piqué          | 2                | 0            | 2                  | 0                | 4    |
| 7.  | Xavi                  | 3                | 0            | 1                  | 0                | 4    |
| 7.  | Adriano               | 3                | 1            | 0                  | 0                | 4    |
| 7.  | Dani Alves            | 2                | 0            | 2                  | 0                | 4    |
| 11. | Andrés Iniesta        | 3                | 0            | 0                  | 0                | 3    |
| 11. | Sergio Busquets       | 1                | 1            | 1                  | 0                | 3    |
| 13. | Carles Puyol          | 1                | 1            | 0                  | 0                | 2    |
| 13. | Marc Bartra           | 1                | 1            | 0                  | 0                | 2    |
| 15. | Jean Marie Dongou (R) | 0                | 1            | 0                  | 0                | 1    |

(R) – piłkarze, którzy nie byli oficjalnie w pierwszej drużynie a jedynie byli powoływani z drużyny rezerw.

## Tabele

### Primera División
| Lp. | Drużyna             | M  | Z  | R  | P  | Bramki | Bramki | Różn. | Pkt | Uwagi                                       | Bezpośrednio                |
| --- | ------------------- | -- | -- | -- | -- | ------ | ------ | ----- | --- | ------------------------------------------- | --------------------------- |
| 1   | Atlético Madryt (M) | 38 | 28 | 6  | 4  | 77     | 26     | +51   | 90  | Liga Mistrzów UEFA • Faza grupowa           |                             |
| 2   | FC Barcelona        | 38 | 27 | 6  | 5  | 100    | 33     | +67   | 87  | Liga Mistrzów UEFA • Faza grupowa           | BAR – RMA 2:1 RMA – BAR 3:4 |
| 3   | Real Madryt         | 38 | 27 | 6  | 5  | 104    | 38     | +66   | 87  | Liga Mistrzów UEFA • Faza grupowa           | BAR – RMA 2:1 RMA – BAR 3:4 |
| 4   | Athletic Bilbao     | 38 | 20 | 10 | 8  | 66     | 39     | +27   | 70  | Liga Mistrzów UEFA • Runda play-off         |                             |
| 5   | Sevilla FC1         | 38 | 18 | 9  | 11 | 69     | 52     | +17   | 63  | Liga Europy UEFA • Faza grupowa             |                             |
| 6   | Villarreal CF1      | 38 | 17 | 8  | 13 | 60     | 44     | +16   | 59  | Liga Europy UEFA • Runda play-off           | RSO – VIL 1:2 VIL – RSO 5:1 |
| 7   | Real Sociedad1      | 38 | 16 | 11 | 11 | 62     | 55     | +7    | 59  | Liga Europy UEFA • III runda kwalifikacyjna | RSO – VIL 1:2 VIL – RSO 5:1 |
| 8   | Valencia CF         | 38 | 13 | 10 | 15 | 51     | 53     | −2    | 49  |                                             | VAL – CEL 2:1 CEL – VAL 2:1 |
| 9   | Celta Vigo          | 38 | 14 | 7  | 17 | 49     | 54     | −5    | 49  |                                             | VAL – CEL 2:1 CEL – VAL 2:1 |
| 10  | Levante UD          | 38 | 12 | 12 | 14 | 35     | 43     | −8    | 48  |                                             |                             |
| 11  | Málaga CF           | 38 | 12 | 9  | 17 | 39     | 46     | −7    | 45  |                                             |                             |
| 12  | Rayo Vallecano      | 38 | 13 | 4  | 21 | 46     | 80     | −34   | 43  |                                             |                             |
| 13  | Getafe CF           | 38 | 11 | 9  | 18 | 35     | 54     | −19   | 42  | GET – ESP 0:0 ESP – GET 0:2                 |                             |
| 14  | RCD Espanyol        | 38 | 11 | 9  | 18 | 41     | 51     | −10   | 42  | GET – ESP 0:0 ESP – GET 0:2                 |                             |
| 15  | Granada CF          | 38 | 12 | 5  | 21 | 32     | 56     | −24   | 41  |                                             |                             |
| 16  | Elche CF            | 38 | 9  | 13 | 16 | 30     | 50     | −20   | 40  | ELC – ALM 1:0 ALM – ELC 2:2                 |                             |
| 17  | UD Almería          | 38 | 11 | 7  | 20 | 43     | 71     | −28   | 40  | ELC – ALM 1:0 ALM – ELC 2:2                 |                             |
| 18  | CA Osasuna (S)      | 38 | 10 | 9  | 19 | 32     | 62     | −30   | 39  | Spadek do Segunda División                  |                             |
| 19  | Real Valladolid (S) | 38 | 7  | 15 | 16 | 38     | 60     | −22   | 36  | Spadek do Segunda División                  |                             |
| 20  | Real Betis (S)      | 38 | 6  | 7  | 25 | 36     | 78     | −42   | 25  | Spadek do Segunda División                  |                             |

### Copa del Rey
| Drużyna 1                            | Wynik dwumeczu | Drużyna 2     | Pierwszy mecz | Drugi mecz |
| ------------------------------------ | -------------- | ------------- | ------------- | ---------- |
| FC Cartagena                         | 1:7            | FC Barcelona  | 1:4           | 0:3        |
| FC Barcelona                         | 6:0            | Getafe CF     | 4:0           | 2:0        |
| Levante UD                           | 2:9            | FC Barcelona  | 1:4           | 1:5        |
| FC Barcelona                         | 3:1            | Real Sociedad | 2:0           | 1:1        |
| Po lewej gospodarz pierwszego meczu. |                |               |               |            |

Finał:
| 16 kwietnia 2014 21:30 CET | Real Madryt · Di María 11' · Bale 85' | 2:1(1:0) | FC Barcelona · 68' Bartra | Estadio Mestalla, Walencja Widzów: 52 953 Sędzia: Antonio Mateu Lahoz |
|                            |                                       |          |                           |                                                                       |

| Real Madryt | FC Barcelona |

|                 | 1  | Iker Casillas (c)  |     |     |
|                 | 15 | Daniel Carvajal    |     |     |
|                 | 3  | Pepe               | 17' |     |
|                 | 4  | Sergio Ramos       |     |     |
|                 | 5  | Fábio Coentrão     |     |     |
|                 | 14 | Xabi Alonso        | 88' |     |
|                 | 19 | Luka Modrić        |     |     |
|                 | 23 | Isco               | 3'  | 89' |
|                 | 22 | Ángel Di María     |     | 86' |
|                 | 11 | Gareth Bale        |     |     |
|                 | 9  | Karim Benzema      |     | 90' |
| Zmiany:         |    |                    |     |     |
|                 | 25 | Diego López        |     |     |
|                 | 2  | Raphaël Varane     |     | 90' |
|                 | 16 | Casemiro           |     | 89' |
|                 | 18 | Nacho              |     |     |
|                 | 24 | Asier Illarramendi |     | 86' |
|                 | 21 | Álvaro Morata      |     |     |
|                 | 39 | Willian José       |     |     |
| Trener:         |    |                    |     |     |
| Carlo Ancelotti |    |                    |     |     |

|                 | 13 | José Manuel Pinto |     |     |
|                 | 22 | Dani Alves        |     |     |
|                 | 15 | Marc Bartra       |     | 87' |
|                 | 14 | Javier Mascherano | 53' |     |
|                 | 18 | Jordi Alba        |     | 46' |
|                 | 16 | Sergio Busquets   |     |     |
|                 | 6  | Xavi (c)          |     |     |
|                 | 8  | Andrés Iniesta    |     |     |
|                 | 11 | Neymar            | 17' |     |
|                 | 4  | Cesc Fàbregas     |     | 60' |
|                 | 10 | Lionel Messi      |     |     |
| Zmiany:         |    |                   |     |     |
|                 | 25 | Oier Olazábal     |     |     |
|                 | 5  | Carles Puyol      |     |     |
|                 | 21 | Adriano           |     | 46' |
|                 | 17 | Alex Song         |     |     |
|                 | 24 | Sergi Roberto     |     |     |
|                 | 7  | Pedro Rodríguez   |     | 60' |
|                 | 9  | Alexis Sánchez    |     | 87' |
| Trener:         |    |                   |     |     |
| Gerardo Martino |    |                   |     |     |

### Liga Mistrzów UEFA
Grupa H:
| Lp. | Drużyna      | M | Z | R | P | Bramki | Bramki | +/– | Pkt |
| --- | ------------ | - | - | - | - | ------ | ------ | --- | --- |
| 1   | FC Barcelona | 6 | 4 | 1 | 1 | 16     | 5      | +11 | 13  |
| 2   | Milan        | 6 | 2 | 3 | 1 | 8      | 5      | +3  | 9   |
| 3   | Ajax         | 6 | 2 | 2 | 2 | 5      | 8      | −3  | 8   |
| 4   | Celtic       | 6 | 1 | 0 | 5 | 3      | 14     | −11 | 3   |

|              | BAR | MIL | AJX | CEL |
| ------------ | --- | --- | --- | --- |
| FC Barcelona | –   | 3:1 | 4:0 | 6:1 |
| Milan        | 1:1 | –   | 0:0 | 2:0 |
| Ajax         | 2:1 | 1:1 | –   | 1:0 |
| Celtic       | 0:1 | 0:3 | 2:1 | –   |

Faza Pucharowa:
| Drużyna 1                            | Wynik dwumeczu | Drużyna 2       | Pierwszy mecz | Drugi mecz |
| ------------------------------------ | -------------- | --------------- | ------------- | ---------- |
| Manchester City                      | 1:4            | FC Barcelona    | 0:2           | 1:2        |
| FC Barcelona                         | 1:2            | Atlético Madryt | 1:1           | 0:1        |
| Po lewej gospodarz pierwszego meczu. |                |                 |               |            |

### Supercopa España
| Drużyna 1                            | Wynik dwumeczu | Drużyna 2    | Pierwszy mecz | Drugi mecz |
| ------------------------------------ | -------------- | ------------ | ------------- | ---------- |
| Atlético Madryt                      | 1:1 (br.wyj.)  | FC Barcelona | 1:1           | 0:0        |
| Po lewej gospodarz pierwszego meczu. |                |              |               |            |